# Iancu Dumitrescu
 (février 2024).
Si vous disposez d'ouvrages ou d'articles de référence ou si vous connaissez des sites web de qualité traitant du thème abordé ici, merci de compléter l'article en donnant les références utiles à sa vérifiabilité et en les liant à la section « Notes et références ».
Iancu Dumitrescu (né le 15 juillet 1944 à Sibiu, Roumanie) est un compositeur de musique spectrale. 

## Biographie
Il achève des études de composition au Conservatoire de Bucarest en 1968, ayant étudié avec Alfred Mendelsohn.
Plus tard, de 1978 à 1981, il suit des cours de phénoménologie et de direction d'orchestre à l'université de Trèves avec Sergiu Celibidache dont il applique les enseignements à la composition musicale,. Il fonde, en 1976, l'Ensemble Hyperion (Hyperion Ensemble, consacré à la musique expérimentale.
La musique de Iancu Dumitrescu est hyper-spectrale, acousmatique, transformationnelle et phénoménologique. Il développe, en outre, un nouveau projet rythmique non métrique basé sur le nombre, sur les rythmes vitaux dans la nature, et sur un rapport entre action et détente.
Il fonde sa création sur le principe phénoménologique — que lui a fait découvrir Sergiu Celibdache et que Dumitrescu applique à la création elle-même — et sur l’idée d’acousmatique — qui dans sa vision n’est pas seulement « l’art de déguiser une source sonore » dans le sens concret, mais « celle de la métaphore du son, infinie alchimie cryptique des matériaux ».
Iancu Dumitrescu est considéré comme l’un des chefs de file du courant spectral mondial,.

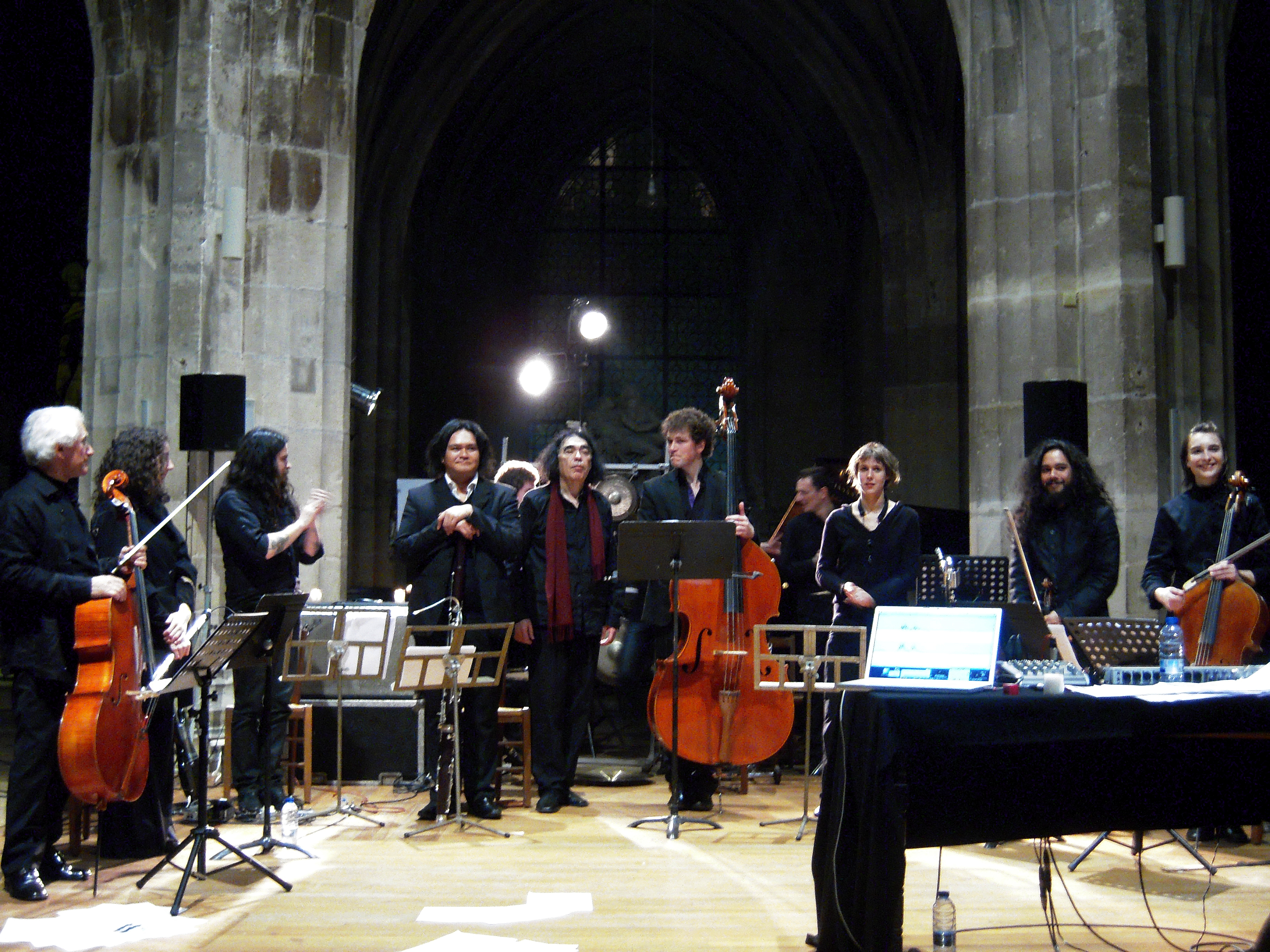
à l'église Saint-Merry, « les rendez-vous contemporains de Saint-Merry », concert serie.

En 1976 il fonde l'Ensemble Hyperion proposant une nouvelle esthétique dans la musique d’aujourd’hui, esthétique hyper-spectrale, centrée sur la force irradiante du son, avec sa complexité micro-cosmique — qui est interrogé, analysé, re-composé du point de vue spectral.
Dumitrescu est en même temps fondateur et directeur artistique des festivals internationaux de musique assistée par ordinateur Acousmania, Musica Nova, Musica Viva et Spectrum XXI (avec Ana-Maria Avram).
Son œuvre, très vaste, comportant environ 300 œuvres, comprend de la musique pour instruments solistes, musique de chambre, électroacoustique ou mixte, musique assistée par ordinateur, musique pour orchestre et solistes. La sélection officielle des enregistrements de la musique de Dumitrescu se trouve éditée chez Edition Modern - ReR Megacorp (Londres). Jusqu'à présent, 32 CD sont disponibles.
Son œuvre se trouve en édition graphique chez Salabert (Paris), Editura Muzicala (Bucarest) Gerig Musikverlage -Schott-Schöne (Köln). Les disques de sa musique sont édités par Edition RZ (Berlin) Generation Unlimited (États-Unis), Escargot-Harmonia Mundi (France), Electrecord (Bucarest), Artgallery (Paris), ReR Megacorp (Londres), Bananafish (Los Angeles), Edition Modern (Londres- Bucarest).
Les contributions musicologiques de Iancu Dumitrescu se concrétisent dans « Structure and Freedom » (Londres, revue Resonance), « Écriture : Iancu Dumitrescu » dans Revue et Corrigée, Grenoble, « Iancu Dumitrescu: on the inside looking in » (Bananafish, Los Angeles) « In the land of ninth sky: Iancu Dumitrescu Ana-Maria Avram » (Musicworks, Toronto) et dans les livres Iancu Dumitrescu, Acousmatic Provoker (ReR Megacorp, Londres) et Cosmic Orgasm - The music of Iancu Dumitrescu and Ana-Maria Avram - Londres, Unkant Publishers, 2013

## Œuvres principales
- 1973 :  Apogeum pour orchestre.
- 1973-1985 :  Apogeum (II) pour orchestre.
- 1984 :  Aulodie mioritica (II) pour contrebasse et orchestre
- 1979 : Perspectives au movemur quatuor à cordes
- 1980 : Zénith pour percussion solo
- 1981 : Cogito-trompe l'oeil musique spectrale et acousmatique pour instruments acoustiques et objets sonores
- 1967 : Diachronies (II) pour  piano
- 1967 : Diachronies (III) op. 1.b pour piano
- 1968 : Métamorphoses pour clarinette
- 1968 : Diachronies (III) pour  piano
- 1968 : Alternances (I) si (II) pour quatuor à cordes
- 1969 : Sursum corda pour chœur à 32 voix solistes
- 1969 : Collages   pour piano
- 1970 : Sonoro (II) & Sonoro (III) pour un percussionniste
- 1970 : Spectres pour piano préparé
- 1972 : Multiples (I), (II), (III), (IV), (V),  nouveau projet  rythmique pour percussion
- 1972 : Medium (I)  première version, pour violoncelle solo
- 1972 : Longuement sans trêve p pour flûte  solo
- 1973 : Impulse  pour flûte alto, basse et soprano, et 2 groupes de percussion
- 1975 : Le miroir de Cagliostro  pour chœur, flûtes et percussions
- 1975 : Aulodie mioritica (I) version  pour ensemble
- 1975 : Reliefs   pour piano solo et deux orchestres
- 1976 : Movemur (II)  pour violoncelle
- 1976 : Le jeu de la genèse pour deux pianos
- 1977 : Bas-reliefs symphoniques  pour orchestre
- 1978 : Movemur (III) pour alto solo
- 1978 : Movemur (V) pentru Fernando Grillo, muzica pentru contrabas solo (14)
- 1978 : Soliloquium for Vladimir Mendelsohn pour alto
- 1978 : Pasãrea mãiastrã - Hommage à Brâncusi  pour ensemble de chambre
- 1978 : Movemur et sumus  (II, III, IV, V)   pour violon, alto, violoncelle et contrebasse
- 1978 : Movemur et sumus (V+V+V) pour trois contrebasses et percussion
- 1978-1979 : medium (III) pour contrebasse
- 1979 : Orion (I)-(II) pour trois groupes de percussion
- 1981-1982 : Grande Ourse  pour v2 bassons préparés, piano préparé, percussion, bande et ensemble à cordes
- 1984 : Nimbus (I)-(III) pour 1-3 trombones et bande électroacoustique
- 1985 : Neptunics (I)-(III) f pour 4/8 bassons, contrebasson et percussion
- 1986 : Harryphonie (alpha, beta, gamma) pour contrebasse, ensemble, pecussions, piano préparé et harryphone
- 1986 : Harryphonies (epsilon) pour contrebasse solo, harryphone et orchestre
- 1987 : Holzwege  pour alto
- 1988 : Gnosis   pour contrebasse
- 1988 : L'Orbite d'Uranus (alpha) pour hautbois, clarinette basse, piano préparé, percussion amplifiée et contrebasse.
- 1990 : L'Orbite d'Ouranus (beta) pour flûte basse, clarinette basse, pino préparé, percussion amplifiée
- 1990 : Nadir  pour saxophone basse ou clarinette basse
- 1976-1991 : Profondis pour clarinette, basse clarinette, percussion et orchestre à cordes
- 1991 : Pierres sacrées  musique acousmatique pour pianos préparés, plaques et objets métalliques amplifiés.
- 1991 : Au delà de movemur pour orchestre à cordes
- 1992 : Astrée lointaine pour saxophone baryton, percussion, piano et orchestre.
- 1992 : Clusterum (I) pour percussion
- 1993 : Galaxy musique acousmatique pour harryphone, percussions amplifiées et micro-processeur.
- 1993 : 5 Implosions  pour grand orchestre
- 1994 : Clusterum (II) pour 4 percussionnistes
- 1994 : A priori musique acousmatique pour ensemble de chambre
- 1994 : Mythos musique acousmatique pour ensemble de chambre
- 1994 : Kronos holzwege quartet  pour quatuor à cordes
- 1994 : Mnemosyne  pour flûte octobasse, saxophone contrebasse, 2 groupes de percussion, piano préparé, tam-tams amplifiés et bande électroacoustique
- 1977-rev. 1995 : Fluxus (I) pour orchestre
- 1995 : Pulsar  perdu musique assistée par ordinateur
- 1995 : Nouvelle Astree  pour grand orchestre
- 1996 : Sirius kronos quartet pour quatuor à cordes
- 1997 : Fluxus (II)  pentru banda de magnetofon si orchestra (12)
- 1997 : Ouranos (I-II) pour 12 violoncelles,  sons assistés par ordinateur et percussion virtuelle
- 1998 : Meteors and Pulsars (I)  musique assistée par ordinateur
- 1998 : Meteors and Pulsars (II)  pour percussion et sons assistés par ordinateur
- 1998 : Étoiles brisées  (I)  musique assistée par ordinateur
- 1998 : Étoiles brisées (II)   pour ensemble et sons assistés par ordinateur
- 1998 : Pulses and Universe Reborn (I)  musique assistée par ordinateur
- 1998 : Pulses and Universe Reborn (II) pentru instrumente si computer
- 1998 : Origo pour violoncelle solo
- 1999 : Eon (I) - Dans un desordre absolu musique assistée par ordinateur
- 1999 : Eon (II) - Dans un desordre absolu musique pour ensemble et sons assistés par ordinateur
- 1999 : Temps condensés (II)  pour ensemble et live electronics
- 2000 : Oiseaux céléstes  musique assistée par ordinateur
- 2000 : Colossus pour orchestre et sons assistés par ordinateur
- 2000 : Soleil explosant  musique assistée par ordinateur
- 2000 : New Meteors (I) musique assistée par ordinateur
- 2001 : Objet sonore mysterieux (I) musique assistée par ordinateur
- 2001 : Objet sonore mysterieux (II) pour ensemble et sons assistés par ordinateur

(Hommage à Iannis Xenakis) 
- 2002 : Bolids and Contemplations (I),musique assistée par ordinateur
- 2002 : Bolids and Contemplations (II) pour instruments, percussion solo et sons assistés par ordinateur
- 2002 : Implosive Eternity, musique assistée par ordinateur
- 2002 : Remote Pulsar (I),  musique assistée par ordinateur
- 2002 : Remote Pulsar (II), pour instruments et sons assistés par ordinateur
- 2003 : Numerologie secrete (I)  musique assistée par ordinateur